# Trần Hải Châu
Trần Hải Châu, sinh ngày 17 tháng 2 năm 1966, quê quá xã Hiền Ninh, huyện Quảng Ninh, tỉnh Quảng Bình; thường trú tại thị trấn Quán Hàu, huyện Quảng Ninh.

## Tiểu sử
Ông Trần Hải Châu sinh ngày 17 tháng 2 năm 1966 (54 tuổi), quê ở xã Hiền Ninh, huyện Quảng Ninh, tỉnh Quảng Bình;

## Xuất thân và giáo dục
Ông có trình độ cử nhân khoa học Địa lý - địa chất, cử nhân Quản trị kinh doanh, thạc sĩ khoa học Địa lý tự nhiên; trình độ lý luận chính trị cử nhân.
Trước khi được bầu làm chức vụ Chủ tịch HĐND tỉnh Quảng Bình, Ông Trần Hải Châu đã kinh qua các chức vụ: Bí thư Huyện ủy Quảng Ninh, Ủy viên Ban Thường vụ, Trưởng Ban Nội chính Tỉnh ủy, Trưởng Ban Pháp chế HĐND tỉnh khóa XVII, nhiệm kỳ 2016 - 2021, Phó Bí thư Tỉnh ủy, nhiệm kỳ 2020 – 2025.

## Trúng cử HĐND tỉnh khóa XVII
HĐND tỉnh Khóa XVII đã tổ chức kỳ họp chuyên đề (Kỳ họp thứ 17) kiện toàn nhân sự chủ chốt HĐND và UBND tỉnh. Theo đó, HĐND tỉnh đã thông qua Nghị quyết về việc miễn nhiệm chức danh Trưởng ban Pháp chế HĐND tỉnh đối với ông Trần Hải Châu; đồng thời, Thường trực HĐND tỉnh giới thiệu ông Trần Hải Châu, Phó Bí thư Tỉnh ủy, Trưởng ban Nội chính Tỉnh ủy để HĐND tỉnh bầu bổ sung chức danh Chủ tịch HĐND tỉnh. Kết quả, ông Trần Hải Châu đã trúng cử chức danh Chủ tịch HĐND tỉnh Quảng Bình Khóa XVII. HĐND tỉnh cũng đã thông qua Nghị quyết về việc miễn nhiệm chức danh Chủ tịch UBND tỉnh đối với ông Trần Công Thuật; đồng thời, bầu ông Trần Thắng, Phó Bí thư Tỉnh ủy giữ chức Chủ tịch UBND tỉnh nhiệm kỳ 2016 - 2021.

## Gia đình và người thân
Gia đình ông vẫn chưa có nhiều thông tin chính xác nào hiện tại các nhà sử học đang thu thập thông tin.